# BS11PM
BS11PM（ビーエスイレブンピーエム）は、BS日テレで2000年12月4日から2004年まで放送されていた情報番組である。11PMのリメーク版でもある。「NNNきょうの出来事」の後続だった地上波版と違い、本当に23時からの放送であった。

## 概要
11PMのスタッフだった神戸文彦と菅原正豊が監修名義で参加。菅原が率いるハウフルスが制作協力をしていた。

## 主な出演者
- 司会：おちまさと
- アシスタント：【初代】河本香織、【2代目】小野寺麻衣（両名とも出演当時は日本テレビアナウンサー）

## 11PMとの違い
- 地上波11PMとは別に、深夜のラジオ番組のコーナーのようなハガキのネタが便り。
- BS日テレ独自の制作だが、テーマ曲は地上波版のものを使っている（ただしアレンジは相当異なる）。